# 杨林镇 (嵩明县)

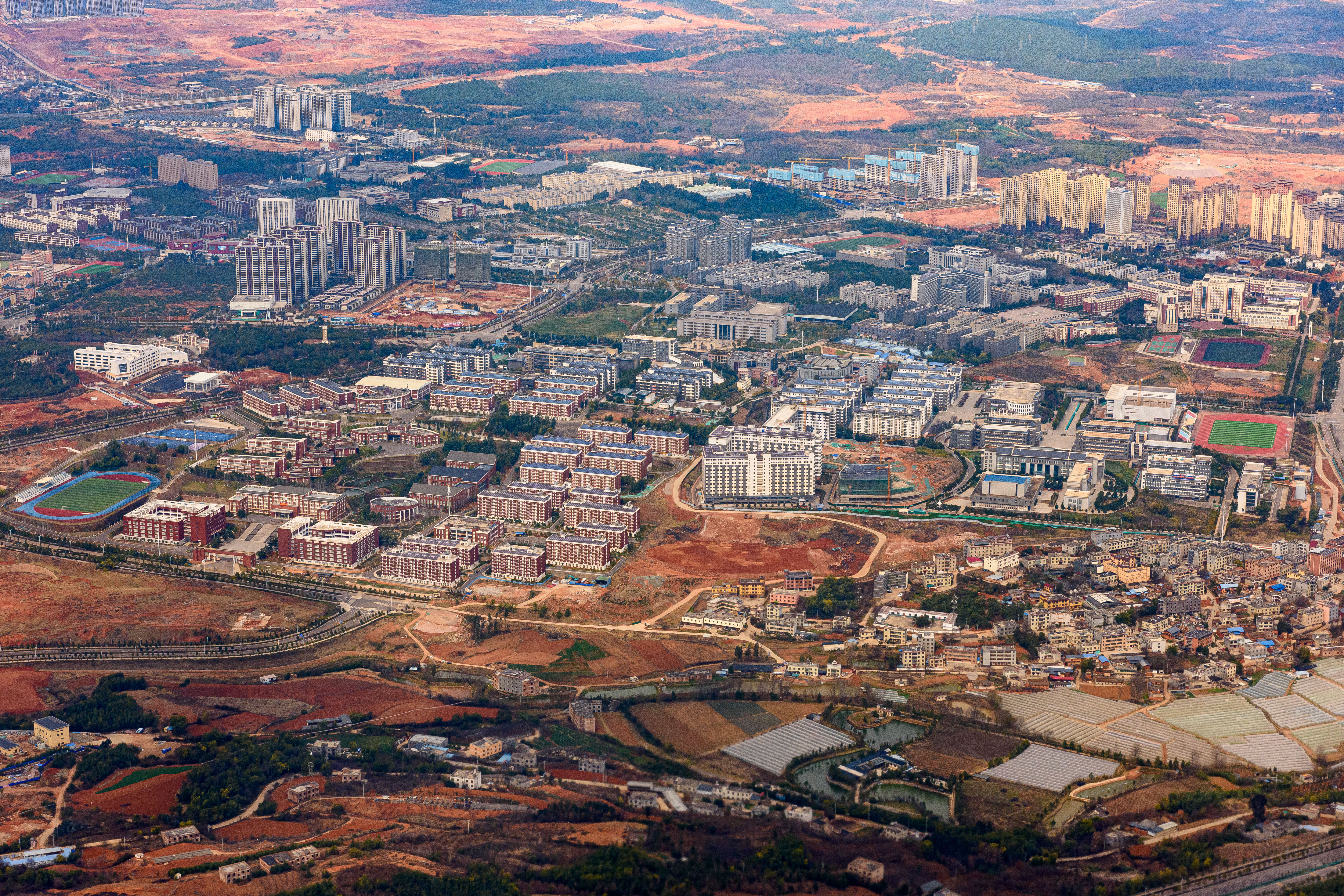
杨林职教园区

杨林镇是中国云南省昆明市嵩明县下辖的一个镇。

## 行政区划
杨林镇共辖15个行政村，分别是：
龙保社区、杨林社区、老城社区、马坊社区、官渡社区、新村社区、官庄社区、云林社区、核桃村、落水洞村、老余屯村、大树营村、张官营村、东山村、罗良村和云南嵩明杨林工业园区社区。

## 交通
- 沪昆铁路：杨林站